# Газокисневе різання

Газокисневе різання виконують звичайним газозварювальним обладнанням, але замість зварювального пальника застосовують газовий різак, що має наконечник особливої конструкції (рис.).
У наконечнику є два концентричних отвори: внутрішній — для подачі чистого кисню, другий кільцеподібний отвір — для подачі горючої ацетиленокисневої суміші. Полум'я нагріває метал до температури запалення. На метал направляють струмінь ріжучого кисню, спалюють метал, а продукти горіння видувають у вигляді шлаку. Крім ацетилену, для різання можна застосовувати природний газ, гас та деякі інші горючі матеріали.